# 王宏恩
王宏恩（1975年7月26日—），布農族，台灣創作男歌手、音樂製作人、節目主持人、演員。出生於台東縣延平鄉武陵村，畢業於大葉大學視覺傳達設計學系。

## 生平與事業
1999年，王宏恩在大學二年級時，以〈雨過天晴〉這首創作，參加衛生局主辦之反毒歌曲創作比賽，得到了第四名。2000年，大學三年級時，王宏恩找自己的朋友和堂兄弟，組成樂團山上的孩子，不久以自己的創作歌曲〈山谷裡的吶喊〉，參加鄧麗君文教基金會主辦之歌曲創作比賽得到冠軍。
2000年從大葉大學畢業之後，正式加入風潮唱片。同年6月21日發行首張創作專輯《獵人》，包辦了此專輯的作詞、作曲和製作人。不久，王宏恩被各地PUB和野台邀請演唱，以及各大音樂祭演出。2001年曾以《獵人》專輯入圍第12屆金曲獎最佳方言男演唱人獎（後期整併為最佳原住民語歌手獎）；同年8月30日，發行第二張創作專輯《Biung》，同樣包辦全專輯之作詞、作曲、製作人和編曲，並找上丘旺蒼協同製作、編曲，2002年便以《Biung》專輯在第13屆金曲獎中，獲得最佳方言男演唱人獎，此張專輯被中華音樂人交流協會選中為年度十大優良專輯之一。
2004年推出《走風的人》專輯，一舉成為第16屆金曲獎入圍個人獎項最多的專輯，入圍：最佳國語男演唱人獎、最佳作曲獎、最佳專輯製作人獎、最佳編曲人、最佳國語流行音樂演唱專輯獎。最後以〈親愛的寶貝〉一曲奪得最佳作曲人獎。此張專輯以台灣原住民作家的文學作品為靈感，「走風的人」以排灣族作家撒可努的作品為靈感，其中〈來到台北〉歌詞，也特別向達悟族作家夏曼・藍波安及布農族作家霍斯陸曼・伐伐致敬。歌詞運用了大量的原住民族文化意象及特殊的語言風格，在以華語創作之餘，仍表現強烈的原住民族主體性。這張專輯不論詞曲創作、編曲，都運用原住民音樂元素結合搖滾曲風，創造出獨特的獵人搖滾風格。
2006年推出《戰舞》專輯，找來張惠妹一起合唱〈巴冷公主〉、台啤籃球隊合作〈戰舞〉的MV拍攝，以及王力宏在〈吻過幸福〉特別錄製鋼琴演奏。此張專輯入圍中華音樂人交流協會「年度十大專輯」。
2008年加入福茂唱片公司，推出《向前衝》專輯，並在2010年為偶像劇《我可能不會愛你》寫劇中插曲〈現在開始〉及和同劇演員陳柏霖共同合作〈我不會喜歡你〉。

## 作品

### 音樂作品

#### 專輯
- 《獵人》2000年
- 《王宏恩 Biung》2001年
- 《走風的人》2004年
- 《戰舞》2006年
- 《向前衝》2010年
- 《會走路的樹》2017年
- 《Muskun kata一起我們》2022年
- 《好好呼吸》2023年

#### 單曲
- 〈LOKAH〉2013年
- 〈不用擔心我〉2013年

### 節目主持
- 原住民族電視台《WAWA伊拉～嗚》
- 原住民族電視台《原視音雄榜》
- 公共電視台《跟書去旅行》
- 原住民族電視台《部落風》
- 原住民族電視台《Lima 幫幫忙》
- 原住民族電視台《KAI試英雄》
- 原way星球「746山海誌：布農族文化誌」Podcast

### 電影
- 2005年 《等待飛魚》飾謝避風

### 電視劇
- 2003年風中緋櫻飾比荷·瓦利斯
- 2013年愛的生存之道飾紀安蕾的姐夫

### 舞台劇
- 2011年 《米靈岸 (Miling'an) 音樂劇場》
- 2015年 《男言之隱》故事工廠 第3回作品 奇幻愛情輕喜劇

## 獎項紀錄
| 年份 | 屆次         | 專輯         | 獎項                     | 入圍                       | 結果 |
| ---- | ------------ | ------------ | ------------------------ | -------------------------- | ---- |
| 2001 | 第12屆金曲獎 | 《獵人》     | 最佳方言男演唱人獎       | 《獵人》                   | 提名 |
| 2002 | 第13屆金曲獎 | 《Biung》    | 最佳方言男演唱人獎       | 《Biung》                  | 獲獎 |
| 2004 | 第14屆金曲獎 | 《走風的人》 | 最佳國語男演唱人獎       | 《走風的人》               | 提名 |
| 2004 | 第14屆金曲獎 | 《走風的人》 | 最佳作曲獎               | 《走風的人》〈親愛的寶貝〉 | 獲獎 |
| 2004 | 第14屆金曲獎 | 《走風的人》 | 最佳專輯製作人獎         | 《走風的人》               | 提名 |
| 2004 | 第14屆金曲獎 | 《走風的人》 | 最佳編曲人               | 《走風的人》               | 提名 |
| 2004 | 第14屆金曲獎 | 《走風的人》 | 最佳國語流行音樂演唱專輯 | 《走風的人》               | 提名 |